# Rotkopf (Thüringer Wald)
Der Rotkopf ist ein 737 m ü. NHN hoher Berg, welcher  im westlichen Teil des Thüringer Waldes an der Nahtstelle zum Thüringer Schiefergebirge ca. 1 km nordwestlich von Altenfeld unweit des Rennsteigs gelegen ist.
Auf dem Gipfel des Rotkopfs befindet sich der Steinfilz, ein markanter Felsen, von welchem man eine herrliche Aussicht auf Altenfeld hat.

## Wanderrouten

### Skiwanderweg Rund um den Rotkopf
Vom Ortsausgang Altenfeld in der Neustädter Straße führt die Tour als erstes in Richtung Kahlert zum Altenfelder Wasserbassin. Hier angekommen beginnt der Anstieg zum Gipfel des Rotkopfes auf
737 m ü. NHN und dann zum Aussichtspunkt Steinfilz und weiter leicht bergan bis zum Rennsteig. Von hier aus führt der Rundkurs schließlich zurück durch den Wald nach Altenfeld.
- Parkmöglichkeit: Parkplatz am Bürgerhaus – Kirchstraße
- Schwierigkeit: mittelschwer
- Länge: ca. 10 km[2]